# 石平光男

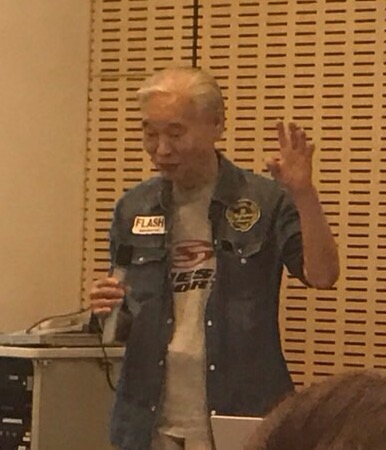
2017年

石平 光男（いしひら みつお、1940年7月24日 - ）は、元NHKアナウンサー。

## 経歴
東京都生まれ。東京都立小石川高等学校卒業。東京大学を卒業後、NHKに入局。 最近では気象通報やラジオ深夜便内の時報ニュースなどを担当。特に気象通報のアナウンスは独特のテンポとわかりやすく丁寧な言い回しでコアなファンが数多く存在する。
参考　ねみみにミミズ本店新社屋　